# ورم أميبي
الورم الأميبي، المعروف أيضا باسم الورم الحبيبي الأميبي هو مضاعفة نادرة من عدوى المتحولة الحالة للنسج، حيث -كاستجابة للإصابة بـالأميبا- يحدث تحبيب حلقي للقولون، مما يؤدي إلى آفة محلية في الأمعاء.

## السمات السريرية
قد يظهر الورم الأميبي ككتلة بطنية في الربع السفلي الأيمن، وقد يتم التشخيص بصورة خاطئة على أنه سرطانة، مرض السل، داء كرون، داء الشعيات أو سرطان الغدد الليمفاوية.

## التشخيص
الخزعة ضرورية من أجل التشخيص النهائي.